# Huntsville (Arkansas)
Huntsville ist eine Stadt im Madison County, Arkansas, USA. Die Bevölkerung betrug bei der Volkszählung 2010 2346 Personen. Die Stadt ist der County Seat von Madison County. Während des amerikanischen Bürgerkriegs war Huntsville der Schauplatz des so genannten Huntsville-Massakers.

## Geschichte
Huntsville wurde nach John Hunt benannt, der als Gründer der Siedlung gilt. Huntsville wurde nach dem Bürgerkrieg 1877 als Stadt gegründet.

## Bevölkerung
| Jahr | Einwohnerzahl |
| ---- | ------------- |
| 1850 | 0255          |
| 1860 | 0251          |
| 1870 | 0224          |
| 1880 | 0312          |
| 1890 | 0362          |
| 1930 | 0602          |
| 1940 | 0776          |
| 1950 | 1010          |
| 1960 | 1050          |
| 1970 | 1287          |
| 1980 | 1394          |
| 1990 | 1605          |
| 2000 | 1931          |
| 2010 | 2346          |

Im Jahr 2010 wurde eine Einwohnerzahl von 2346 Personen ermittelt, was einer Zunahme um 21,4 % gegenüber 2000 entspricht.

## Infrastruktur

### Transport
Der Huntsville Municipal Airport ist ein städtischer, öffentlicher Flughafen, der sich vier Kilometer südwestlich von Huntsvilles zentralem Geschäftsviertel befindet.

## Persönlichkeiten
- Joe Berry (Pitcher) (1904–1958), Baseball-Spieler, in Huntsville geboren
- Homer Ledbetter (1910–1946), American-Football- und Baseball-Spieler, in Huntsville geboren
- Ronnie Hawkins (1935–2022), Musiker, in Huntsville geboren
- Gary Miller (* 1948), Politiker, in Huntsville geboren